# Tresse

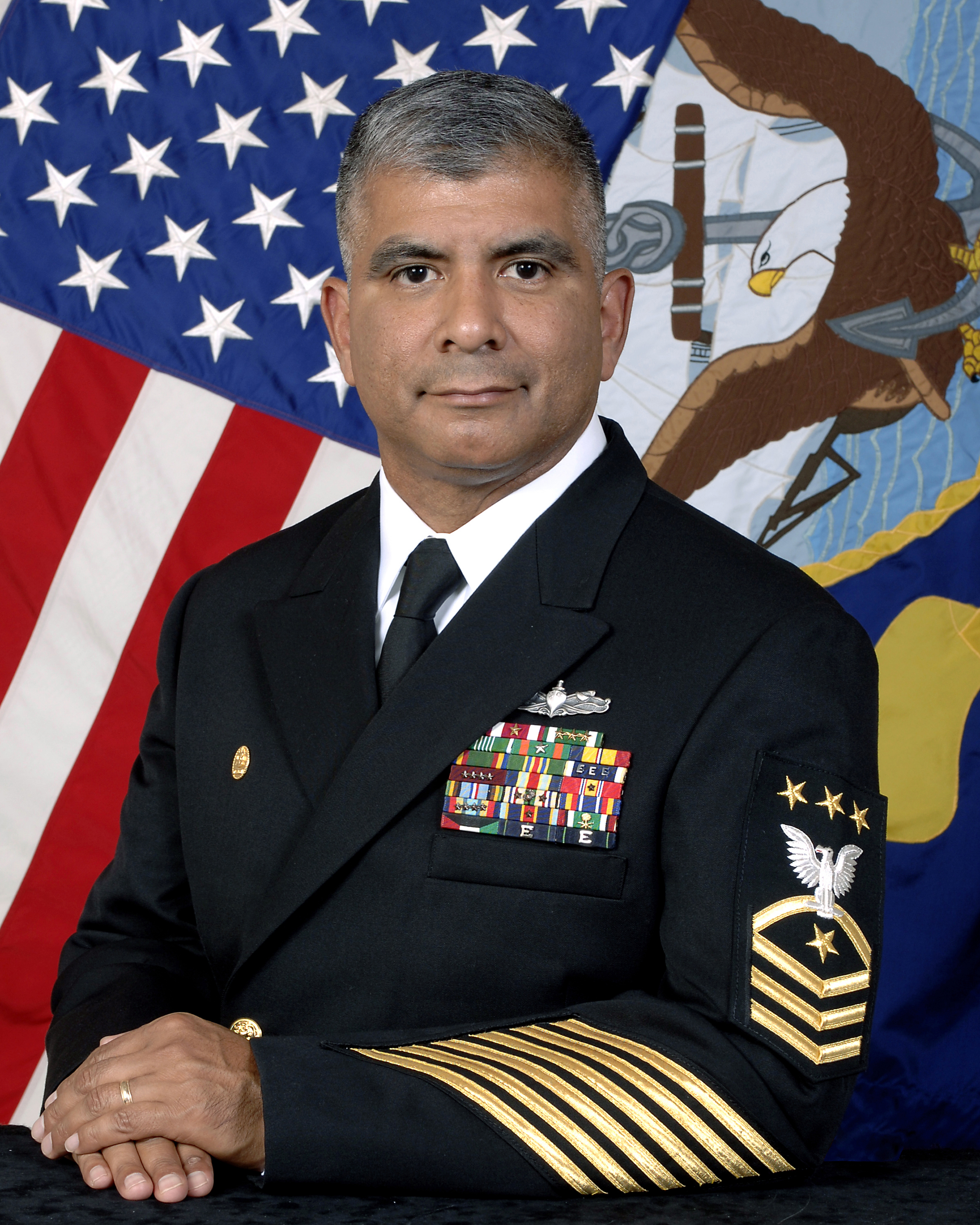
Joe R. Campa, damaliger MCPON mit Service Stripes am Unterarm

Eine Tresse (aus dem Französischen) ist ein aus Gold- und Silberfäden oder auch mit Seide, Lahn und Kantille gewebter Bandstreifen oder eine Borte zum Besatz von Kleidungsstücken, Tapetenbeschlägen und dergleichen. Die Kette ist in der Regel von gelber oder weißer Seide, der Schuss von Gold- oder Silbergespinst.
Die besten Tressen sind auf beiden Seiten rechts. Nach den verschiedenen Mustern gibt es:
- Gaze-, Galonen- und Korallenarbeit und Massiv- oder Drahttressen, sämtlich durchsichtig und leicht, in der Kette von Seide und im Einschlag von dünnem Gold- oder Silberdraht
- Bandtressenligaturen, rechts von Gold oder Silber, links ganz von Seide
- Geschleifte Tressen, bei welchen auf der rechten Seite nach zwei Einschlagfäden von reichem Gespinst nur ein Seidenfaden zu sehen ist

Tressen sind in Uniformkleidungen der Marine, der Luftstreitkräfte und der zivilen Luftfahrt üblich und bilden den Dienstgrad ab.
Bei Chief Petty Officers der US Navy stellen die schrägverlaufenden Tressen Service Stripes dar, von denen jeder einzelne für vier Jahre Dienstzeit steht.